# Volcanosuchus statisticae
Il volcanosuco (Volcanosuchus statisticae) è un rettile estinto, appartenente ai fitosauri. Visse nel Triassico superiore (Carnico, circa 228 - 230 milioni di anni fa) e i suoi resti fossili sono stati ritrovati in India.

## Descrizione
Questo animale, come tutti i fotosauri, aveva un aspetto generale "da coccodrillo", con un lungo muso armato di denti acuminati. Le narici esterne erano situate su una sorta di cupola bulbosa ed elevata, appena di fronte agli occhi. Volcanosuchus era caratterizzato dalla sovrapposizione marginale delle narici da parte delle finestre antorbitali, dalla superficie laterale dell'osso giugale ornamentato da una cresta prominente definita da molteplici tubercoli e che si irradiava in strutture simili a fili, e da un pattern di ornamentazione del rostro e del tetto cranico non riscontrabile in altri fitosauri. 

## Classificazione
Volcanosuchus era un rappresentante dei fitosauri, un gruppo di rettili arcosauriformi dall'aspetto simile a quello dei coccodrilli, tipici del Triassico. In particolare, analisi filogenetiche hanno determinato che Volcanosuchus era un membro dei Mystriosuchinae, una sottofamiglia di fitosauri parasuchidi comprendenti numerose forme dal cranio particolarmente allungato, come Rutiodon, Mystriosuchus e Leptosuchus. Sembra che, all'interno della sottofamiglia, Volcanosuchus occupasse una posizione basale, come sister taxon di un clade composto da Rutiodon e i più derivati Leptosuchomorpha, e che rappresentasse una forma transizionale tra i parasuchidi arcaici e quelli più derivati.  
Volcanosuchus statisticae venne descritto per la prima volta nel 2020, sulla base di un cranio ritrovato nella formazione Tiki del bacino Rewa Gondwana in India, precedentemente attribuito alla specie Parasuchus hislopi. Il nome generico significa "coccodrillo dal vulcano" e si riferisce alla struttura simile a un vulcano che sosteneva le narici; l'epiteto specifico è in onore dell'Indian Statistical Institute di Kolkata. 

## Paleoecologia
Volcanosuchus era probabilmente un predatore semiacquatico; nella stessa formazione in cui è stato il cranio dell'olotipo è stato trovato anche un altro fitosauro (Palaeorhinus), un arcosauro terrestre predatore (Tikisuchus), un rincosauro (Hyperodapedon) e un metoposauride. La parte inferiore della formazione Maleri, sempre dell'India, possiede una fauna simile ed è coeva alla formazione Tiki. 